# Marianna Lanckorońska
Marianna Lanckorońska ze Świdzińskich (ur. 21 listopada 1737, zm. 28 marca 1826) – kasztelanowa połaniecka, filantropka.

## Życiorys

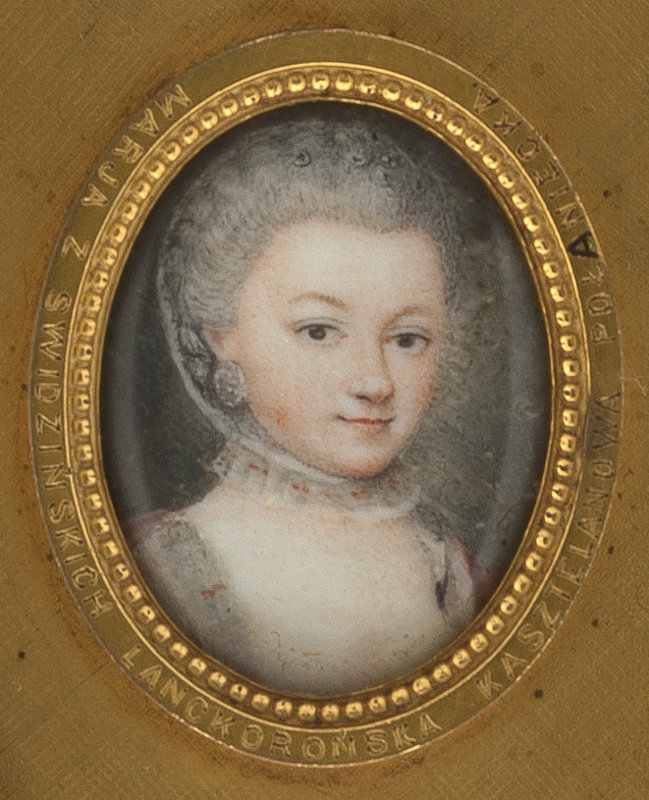
Marianna w młodości

Była córką Stanisława Świdzińskiego, wojewody bracławskiego i Marianny Dziulanki. Po ukończeniu pensji w Warszawie, na życzenie ojca, wyszła za mąż za wdowca Stanisława Piotra Lanckorońskiego kasztelana połanieckiego. Ślub odbył się 26 lipca 1752 r. w Sulgostowie. Po ślubie wyjechała do Jagielnicy, majątku męża na Podolu, gdzie przebywała do jego śmierci, która nastąpiła 18 grudnia 1760 r. Lanckoroński zapisał żonie Jagielnicę w dożywocie. Po śmierci męża przeniosła się do województw środkowych, gdzie zastała ją Konfederacja barska. Przebywała w Cieszynie, siedzibie generalicji. Z całą rodziną stanęła po stronie konfederatów. W początkach września 1770, po rozwiązaniu Konfederacji przeniosła się z Granowskimi do Gdańska, by uniknąć konsekwencji za zdradę wobec panującej rodziny królewskiej. W Gdańsku zaprzyjaźniła się z Barbarą Sanguszko. Dopiero w roku 1775 przeniosła się do Warszawy, zamieszkując w pałacu Sanguszków z (owdowiałą) siostrą Boną. Zajęła się działalnością filantropijną, wspomagając kościoły, klasztory, szpitale, ubogich i potrzebujących pomocy. Marianna z siostrą i Barbarą Sanguszkową zyskały przez to w mieście i na dworze królewskim miano "trójcy świętych pań". W domu Lanckorońskiej powstała inicjatywa kwest wielkanocnych na rzecz ubogich. Jej kierownikiem duchowym był pijar ksiądz Jakub Falkowski, założyciel i rektor Instytutu Głuchoniemych w Warszawie, do którego budowy Lanckorońska przyczyniła się donacją finansową w 1826.
W okresie Księstwa Warszawskiego salon Lanckorońskiej gościł ważne postacie życia publicznego, takie jak Tadeusz Czacki czy jej przyjaciel Kajetan Koźmian. Lanckorońska opiekowała się i otaczała się młodzieżą, m.in. córkami po zmarłym bracie Ignacym i Klementyną Hoffmanową. W 1819 pisarka ofiarowała jej jedną z pierwszych swych książek „Pamiątka po dobrej matce”.
Lanckorońska była aktywna do końca życia. Zmarła po krótkiej chorobie 28 marca 1826 r. w domu Misjonarzy w Warszawie. W pogrzebie wzięło udział wielu warszawiaków, a mowę wygłosił ksiądz Falkowski.